# Girdon Connor
Girdon Connor (född 26 januari 1979) är en fotbollsspelare från Anguilla. Han spelar även för Anguillas landslag.